# Eurogast Österreich
Die Eurogast Österreich GmbH ist ein Zusammenschluss von 10 privaten Gastronomiegroßhändlern mit 17 Standorten in Österreich. Dazu zählen Eurogast Almauer, Eurogast Grissemann, Eurogast Haring, Eurogast Interex, Eurogast Kiennast, Eurogast Landmarkt, Eurogast Pilz & Kiennast, Eurogast Sinnesberger, Eurogast Speckbacher, Eurogast Zeller Gruppe und Eurogast Zuegg. Die Großhandelsgruppe konzentriert sich auf die Gastronomie, Hotellerie und Großverbraucher. Der Schwerpunkt liegt dabei auf dem Vertrieb von Lebensmitteln.
Im Jahr 2024 erzielte die Eurogast Österreich GmbH einen Umsatz von über 620 Mio. Euro. Insgesamt werden über 40.000 Kunden in ganz Österreich beliefert. Die Eurogast-Gruppe beschäftigt über 2.050 Angestellte, darunter 54 Lehrlinge.

## Daten
Die Eurogast-Gruppe verfügt nach eigenen Angaben über 106.000 m² Lagerfläche und 56.000 m² Verkaufsfläche. Mehr als 40.000 Kunden werden mit einem Gesamtsortiment von ca. 44.000 Artikeln aus dem Food- und Non-Food-Bereich in Österreich und dem angrenzenden bayrischen Raum bedient. Im Produktsortiment befinden sich auch über 400 Produkte der hauseigenen Marke „Eurogast“.
Seit 1991 ist Eurogast Österreich Mitglied der ECD (The European Foodservice wholesaler group).
Seit 2021 kooperiert das Unternehmen mit dem Südtiroler Frischelieferant Gastrofresh.

## Geschichte
1965 wurde das Unternehmen von drei Gastronomie-Großhändlern gegründet – unter ihnen die auch heute noch tätigen Betriebe Eurogast Sinnesberger (Kirchdorf/Tirol) und Eurogast Almauer (Steyr/Oberösterreich). In den ersten zehn Jahren schlossen sich drei weitere Betriebe der Eurogast Gruppe an: Eurogast Pilz aus Gmünd in Niederösterreich im Jahr 1968 sowie die beiden Tiroler Betriebe Eurogast Grissemann aus Zams im Jahr 1973. Hinzu kamen Eurogast Speckbacher in (Reutte/Tirol) und Eurogast Zuegg (Nußdorf/Osttirol) in Westösterreich. 1972 erfolgte die Eingliederung von Eurogast Landmarkt, mit Sitz in Liezen und Schladming. 2011 wurden die Unternehmen Eurogast Kiennast aus Gars am Kamp in Niederösterreich sowie Wien und 2014 Eurogast Interex (2014) aus Buch-St. Magdalena (bei Hartberg in der Steiermark) übernommen. Im Mai 2022 schließt sich die ADEG Zell am See GmbH mit seinen fünf Cash&Carry Standorten in Altenmarkt, Bad Hofgastein, Zell am See/Maishofen, Salzburg und Hall in Tirol an Eurogast an. Am 1. April 2023 schloss sich Gastro Haring aus Großklein der Eurogast Gruppe an. Die Unternehmensgruppe zählt heute mit 10 Gesellschafterbetrieben zu den größten Gastrogroßhändlern in Österreich und ist der größte privat geführte Gastrogroßhandel von Österreich.